# Simu Liu
Simu Liu (Harbin, 19 april 1989) is een Chinees-Canadees acteur. Hij speelde in diverse films en televisieseries, waaronder Pacific Rim, Taken en Shang-Chi and the Legend of the Ten Rings.

## Filmografie

### Film
- 2013: Pacific Rim, als Extra
- 2021: Shang-Chi and the Legend of the Ten Rings, als Shang-Chi
- 2021: Bright: Samurai Soul, als Izno (stemrol)
- 2021: Women Is Losers, als Gilbert
- 2023: One True Loves, als Sam
- 2023: Simulant, als Casey
- 2023: Barbie, als Ken
- 2024: Arthur the King, als Leo
- 2024: Atlas, als Harlan Shepherd
- 2024: Jackpot!, als Louis Lewis
- 2025: Last Breath, als David Yuasa

### Televisie
- 2012: Nikita, als Hong Kongse politieagent
- 2013: Warehouse 13, als barman
- 2013: Played, als schutter
- 2013: Mayday, als Narita luchtverkeersleider
- 2014: Beauty and the Beast, als EMT
- 2015: Blood and Water, als Paul Xie
- 2015: Make It Pop!, als Randy
- 2016: Taken, als Faaron
- 2016-2021: Kim's Convenience, als Jung Kim
- 2017: Orphan Black, als Mr. Mitchell
- 2017: Dark Matter, als technicus
- 2017: Slasher: Guilty Party, als Luke
- 2017: Bad Blood, als Guy
- 2018: The Expanse, als Lt. Paolo Mayer
- 2018: Yappie, als Tom
- 2019: Fresh Off the Boat, als Willie
- 2020: Awkwafina Is Nora from Queens, als vuilnisman
- 2021: Corner Gas Animated, als Gerald Mesmerizer (stemrol)
- 2021: Star Wars: Visions, als Lah Zhima (stemrol)
- 2022: The Simpsons, als volwassen Hubert Wong
- 2023: StoryBots: Answer Time, als Socradamus
- 2024-2025: Gremlins, als Chang (stemrol)
- 2024: Laid, als Philippe
- 2024: What If...?, als Shang-Chi (stemrol)
- 2025: Invincible, als Multi-Paul / Paul Cha (stemrol)

### Computerspel
- 2024: Stormgate, als Warz (stemrol)